# Ольгівка (Ізюмський район)
О́льгівка — село в Україні, у Борівській селищній громаді Ізюмського району Харківської області. Населення становило 62 осіб за переписом 2001 року. До 2020 орган місцевого самоврядування — Ізюмська сільська рада.

## Географія
Село Ольгівка знаходиться за 5 км від села Ізюмське, на відстані 2 км розташовані села Дружелюбівка, Красний Гай (нежиле) і Андріївка.

## Історія
1685 — дата заснування.
12 червня 2020 року, відповідно до Розпорядження Кабінету Міністрів України № 725-р «Про визначення адміністративних центрів та затвердження територій територіальних громад Харківської області», увійшло до складу Борівської селищної громади.
19 липня 2020 року, в результаті адміністративно-територіальної реформи та ліквідації Борівського району, увійшло до складу Ізюмського району Харківської області.

## Населення

### Мова
Розподіл населення за рідною мовою за даними перепису 2001 року:
| Мова       | Кількість | Відсоток |
| ---------- | --------- | -------- |
| українська | 56        | 90.32%   |
| російська  | 6         | 9.68%    |
| Усього     | 62        | 100%     |

## Економіка
Навколо села є птахо-товарна, свино-товарна і вівце-товарна ферми.